# 詩緯
『詩緯』（しい）は、『詩経』の深意を解説するという名目で書かれた緯書（予言などの奇怪な説を記した書）。本文は散逸しており、『諸書』に引用された逸文のみが残る。『緯書』には『礼記』その他さまざまな経書を注釈する形をとるものがあるが、多くは内容も似通っていたらしい。しかし本文の残るものは僅少のため実態は不明な点が多い。